# Toray Pan Pacific Open 1999
Il Toray Pan Pacific Open 1999 è stato un torneo di tennis giocato sul cemento indoor.
È stata la 24ª edizione del Toray Pan Pacific Open, che fa parte della categoria Tier I nell'ambito del WTA Tour 1999.
Si è giocato al Tokyo Metropolitan Gymnasium di Tokyo, in Giappone, dal 2 febbraio al 6 febbraio 1999.

## Campionesse

### Singolare
Martina Hingis ha battuto in finale  Amanda Coetzer con il punteggio di 6–2, 6–1

### Doppio
Lindsay Davenport /  Nataša Zvereva hanno battuto in finale  Martina Hingis /  Jana Novotná con il punteggio di 6–2, 6–3